# Ананьєвська сільська рада
Ана́ньєвська сільська рада (рос. Ананьевский сельский совет) — сільське поселення у складі Кулундинського району Алтайського краю Росії.
Адміністративний центр — село Ананьєвка.

## Населення
Населення — 707 осіб (2019; 842 в 2010, 962 у 2002).

## Склад
До складу сільської ради входять:
| Населений пункт    | Населення, осіб (2002) | Населення, осіб (2010) |
| ------------------ | ---------------------- | ---------------------- |
| Ананьєвка, село    | 724                    | 643                    |
| Єкатериновка, село | 238                    | 199                    |